# Mattino di Pasqua
Mattino di Pasqua è il titolo di un dipinto dell'autore Caspar David Friedrich che, in pitture a contenuto simbolico, ha rappresentato lo spirito romantico religioso tedesco.

## Descrizione
Un intenso lirismo è evocato da questo dipinto che appartiene al periodo più fecondo dell'arte di Caspar David Friedrich, che vedeva nella pittura un modo per esprimere la sua profonda religiosità e anche per curare la sua malattia mentale insorgente. Il paesaggio, non riconducibile ad un luogo reale, si riempie di elementi simbolici che riguardano l'aspetto mistico della vita: il campo arato sulla collina rappresenta la morte; la grandiosità dell'apparire del sole, che buca e tinge il cielo, uniformemente velato dalla nebbia mattutina - a copertura di una natura sterile, rappresentata da piante spoglie e da un campo arato - esprime la meraviglia del risorgere della potenza Divina.
Fra le due quinte naturali di piante scheletriche, tre donne, dal capo coperto e viste di spalle, s'incamminano verso una meta imprecisa e sfumata dalla nebbia mattutina: forse la chiesa, dove sarà celebrata la prima Messa. I due gruppi di alberi, in primo piano, fanno ala al lento andare delle tre donne. Potrebbero anche simboleggiare le tre Marie, che si recarono al sepolcro la mattina della Resurrezione di Cristo; oppure sono viandanti, sorprese lungo il camino: il viandante, nella iconografia cattolica, rappresenta lo scorrere della vita, ma anche il cammino verso la spiritualità e il distacco dal mondo.
Avvolge tutta la scena una luminosità diffusa che annulla i contorni precisi di questo indistinto scorcio paesaggistico collinare: lo spazio della terra, più cupo e scuro, comunica in lontananza con quello del cielo, più chiaro e uniforme, che assume il simbolo di visione, di anelito verso l'alto.

### Esposizioni
- 1974-1975, National Gallery, Londra
- 1991-1992, Il lavoro e l'uomo Il lavoro dell'uomo da Goya a Kandinskij, Braccio di Carlo Magno, Città del Vaticano[3]